# Władysław Karol Szerner

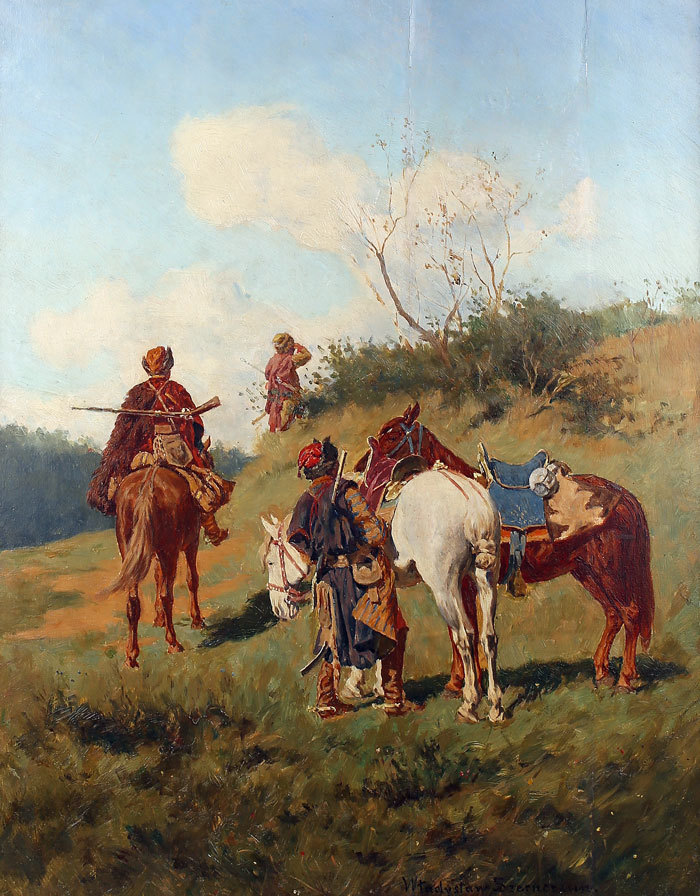
Kozacki patrol

Władysław Karol Szerner (ur. 19 kwietnia 1870 w Przybenicach koło Skalbmierza, zm. 12 stycznia 1936 w Wośnikach) – polski malarz.
Jego ojcem był artysta malarz Władysław Szerner. Po ukończeniu szkoły średniej wyjechał do Monachium, gdzie od października 1888 studiował w Akademii Sztuk Pięknych pod kierunkiem Johanna Caspara Hertericha, Gabriela Hackla i Wilhelma von Dieza. Równolegle był studentem na tamtejszym Uniwersytecie Technicznym, gdzie studiował agronomię. Ulubionym motywem jego obrazów są konie oraz sielskie sceny rodzajowe. Od 1894 wystawiał w warszawskim Towarzystwie Zachęty Sztuk Pięknych, jego prace prezentowano również na wystawach organizowanych przez krakowskie i lwowskie Towarzystwa Przyjaciół Sztuk Pięknych. Wielokrotnie tworzył kopie obrazów swojego ojca, podpisując je dodawał „iun” lub „jun” (junior). Wielu krytyków jest zdania, że był mniej zdolny od niego, ale zbieżność imion i nazwiska sprawia, że często są oni myleni.